# She Loves Me Not (film 1918)
She Loves Me Not è un cortometraggio muto del 1918 con Harold Lloyd. Il nome del regista non viene riportato nei credit.

## Produzione
Il film fu prodotto da Hal Roach per la Rolin Films.

## Distribuzione
Distribuito dalla Pathé Exchange, il film - un cortometraggio di una bobina - uscì nelle sale cinematografiche USA il 29 dicembre 1918. Ne fu fatta una riedizione che fu distribuita il 29 gennaio 1922.